# Zwarte dikbekmiervogel
De zwarte dikbekmiervogel (Neoctantes niger) is een zangvogel uit de familie Thamnophilidae (miervogels).

## Verspreiding en leefgebied
Deze soort komt voor in het westelijke Amazonegebied van zuidoostelijk Colombia tot amazonisch westelijk Brazilië, oostelijk Ecuador en zuidoostelijk Peru.

## Status
De grootte van de populatie is niet gekwantificeerd maar de soort wordt omschreven als zeldzaam met een versnipperde verspreiding. Op de Rode lijst van de IUCN heeft deze soort de status niet bedreigd.

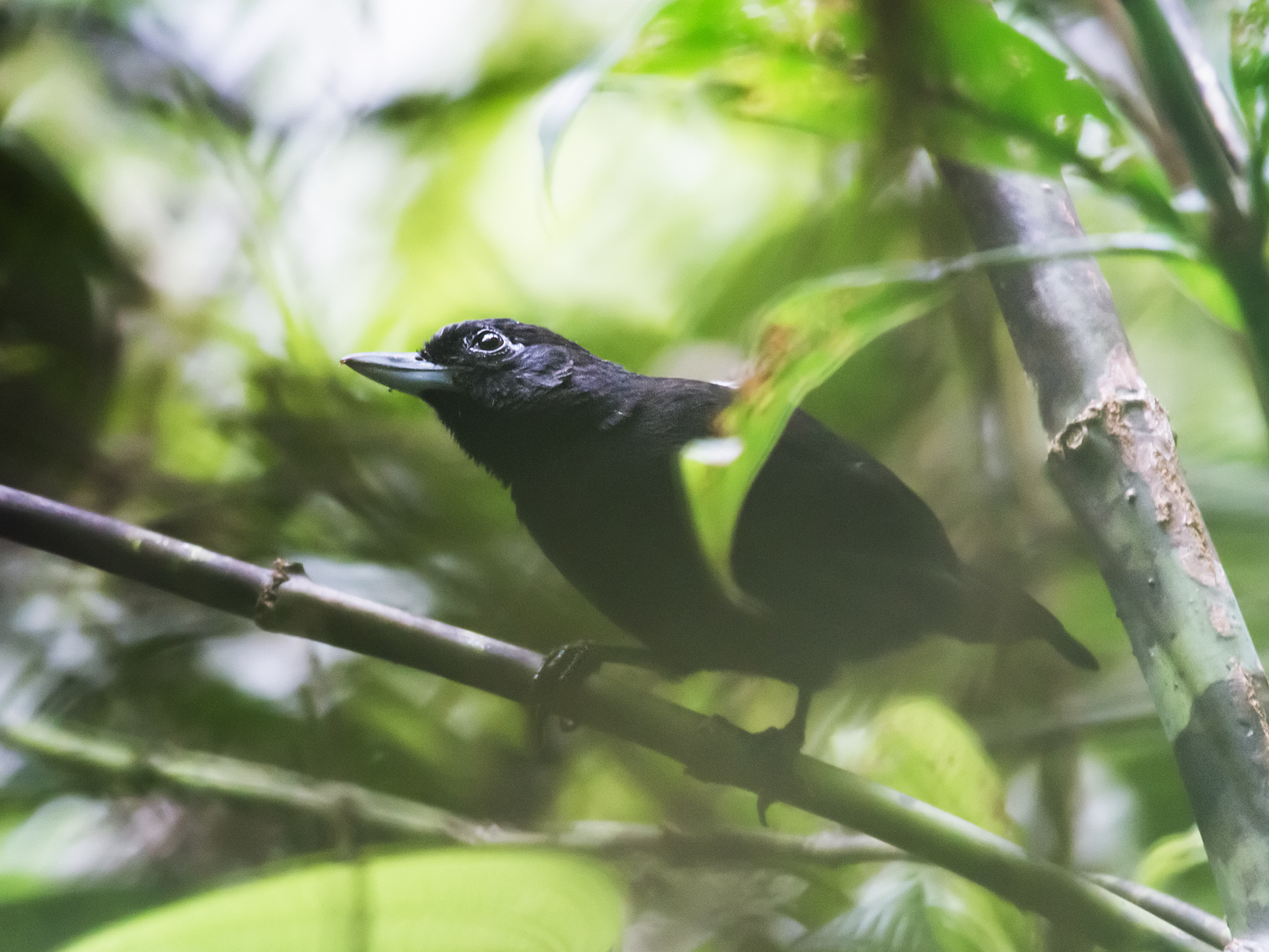